# Stora Mörttjärnen (Järna socken, Dalarna, väster om Ilbäcken)
Stora Mörttjärnen är en sjö i Vansbro kommun i Dalarna och ingår i Dalälvens huvudavrinningsområde.